# Martin Hanák
Martin Hanák (* 15. srpna 1985 v Brně) je bývalý český fotbalový záložník.
Martin fotbalově vyrostl v Brně a i své první prvoligové angažmá získal tam. Odehrál 4 zápasy, ve kterých branku nevstřelil. Byl také členem širšího kádru reprezentace do 21 let.

## Kariéra

### Kluby
- SK Líšeň
- ČAFC Židenice Brno
- FC Zbrojovka Brno
- TJ. Maloměřická cementárna a vápenice Brno[1]

### Hostování
- FC Slovan Rosice
- TJ Tatran Bohunice
- FC Tatran Brno - Kohoutovice
- 1. FOTBALOVÝ KLUB Prostějov
- FC Dosta Bystrc - Kníničky
- FK Mutěnice
- Tělocvičná jednota Sokol Křoví
- Sportovní klub Moravská Slavia-fotbal